# Parco nazionale Lauca
Il parco nazionale Lauca è un parco nazionale cileno che si trova nel comune di Putre, Provincia di Parinacota, Regione di Arica e Parinacota, a 46 km dalla città Putre e a 186 km di la città di Arica seguendo la strada internazionale CH-11. Si estende su una superficie di 137.883 ettari e comprende la Precordigliera e gli altipiani dell'estremo nord-est del paese.
Questo parco è stato creato nel 1970, ed è gestito dal Conaf. La sua altitudine varia da 3.200 a 6.342 metri. Il clima è asciutto, con 280 mm. di media annuale di precipitazioni e con una temperatura media compresa tra i 12 e i 20 °C durante il giorno, i -3 e i -10 °C durante la notte. Sono presenti le piogge in estate e in inverno la neve. In generale il rilievo del parco è irregolare. Particolarmente in evidenza il vulcano Parinacota (6.342 m), il Pomerape (6.282 m). e il Acotango (6.050 m).
In questo parco si trova il lago Chungará.